# Sammy McIlroy
Samuel „Sammy“ Baxter McIlroy  (* 2. August 1954 in Belfast) ist ein ehemaliger nordirischer Fußballspieler. Mit der nordirischen Nationalmannschaft nahm er 1982 und 1986 an der Fußball-Weltmeisterschaft teil.

## Spielerkarriere

### Manchester United (1971–1982)
Sammy McIlroy debütierte für Manchester United in der Football League First Division 1971/72 und erzielte in seiner Debütsaison vier Tore in 16 Ligaspielen. Sein Durchbruch als Stammspieler gelang ihm, als die goldene Generation um Bobby Charlton, Denis Law und George Best 1973 bzw. 1974 den Verein verließ. Der Umbruch innerhalb der Mannschaft führte jedoch in der Saison 1973/74 zum Abstieg in die zweite Liga. Die erste Zweitligasaison seit 1938 führte zum Gewinn der Meisterschaft in der Second Division und dem direkten Wiederaufstieg. McIlroy kam in allen 42 Ligaspielen zum Einsatz und erzielte dabei sieben Tore. Die Rückkehr in die Football League First Division 1975/76 gelang dem Aufsteiger um Sammy McIlroy (41 Spiele/10 Tore) mit dem dritten Tabellenplatz ausgezeichnet. Neben der guten Ligaplatzierung zog ManU ins Finale des FA Cup 1975/76 ein, verlor die Finalpartie jedoch gegen den FC Southampton mit 0:1. Noch besser agierte die Mannschaft von Trainer Tommy Docherty im FA Cup 1976/77. Nach Treffern von Stuart Pearson und Jimmy Greenhoff bei einem Gegentreffer von Jimmy Case gewann United mit 2:1 gegen den FC Liverpool. Nach zwei weniger erfolgreichen Jahren gelang United in der First Division 1979/80 der Gewinn der Vizemeisterschaft hinter dem FC Liverpool. Zuvor hatte McIlroy mit seiner Mannschaft zum dritten Mal das Finale des FA Cup 1978/79 erreicht, jedoch den zweiten Titel in diesem prestigeträchtigen Wettbewerb verpasst (2:3 gegen den FC Arsenal). Sammy McIlroy hatte in der 88. Minute den 2:2-Ausgleich erzielt, ehe Alan Sunderland eine Minute später den Siegtreffer für Arsenal erzielte.

### Stoke City (1982–1985)
Nach dem Verlust seines Stammplatzes bei ManU wechselte der 27-jährige Sammy McIlroy im Februar 1982 zum Ligakonkurrenten Stoke City. In der Saison 1982/83 erreichte McIlroy (41 Spiele/8 Tore) mit Stoke den 13. Tabellenrang. Nach einer weiteren Saison im unteren Tabellendrittel stieg er mit City 1984/85 als abgeschlagener Tabellenletzter in die zweite Liga ab.

### Weitere Stationen (1985–1993)
Sammy McIlroy wechselte daraufhin mit 31 Jahren im August 1985 zu Manchester City. Mit dem Aufsteiger sicherte er sich in der Saison 1985/86 den Klassenerhalt. Es folgten weitere Stationen bei Örgryte IS, FC Bury, VfB Mödling, Preston North End und Northwich Victoria, ehe er 1993 seine Spielerkarriere beendete.

### Nordirische Nationalmannschaft (1972–1986)
Sammy McIlroy bestritt am 16. Februar 1972 im Alter von 17 Jahren sein erstes Länderspiel für Nordirland (1:1 gegen Spanien). Für die Weltmeisterschaft 1982 in Spanien wurde er in den nordirischen Kader berufen. McIlroy bestritt alle drei Vorrundenspiele und zog durch das 1:0 im dritten Spiel gegen Gastgeber Spanien in die Zwischenrunde ein. Nach einem Unentschieden gegen Österreich (2:2) und einer Niederlage gegen Frankreich (1:4) schied Nordirland aus dem Turnier aus. Vier Jahre später stand er erneut im nordirischen Kader für die WM 1986 in Mexiko. Sammy McIlroy bestritt erneut alle drei Vorrundenspiele, scheiterte jedoch dieses Mal nach Niederlagen gegen Spanien und Brasilien bereits in der Vorrunde. Am 15. Oktober 1986 bestritt er beim 0:3 gegen England sein 88. und letztes Länderspiel.

## Trainerlaufbahn
Sammy McIlroy startete seine Trainertätigkeit 1992 als Spielertrainer beim unterklassigen Verein Northwich Victoria. Von 1993 bis 2000 trainierte er Macclesfield Town, mit denen er 1997 in die vierte Liga und ein Jahr später in die dritte Liga aufstieg. Vom 23. Februar 2000 bis zum 15. Oktober 2003 betreute er die nordirische Nationalmannschaft. In der Qualifikation zur Weltmeisterschaft 2002 erreichte er jedoch lediglich den fünften Platz von sechs Mannschaften. Nachdem Nordirland in der Qualifikation zur Weltmeisterschaft 2004 sogar den fünften und letzten Platz belegt hatte, beendete Sammy McIlroy seine Tätigkeit beim nordirischen Verband. Nach einer weiteren Station beim Drittligisten Stockport County trainierte er von 2005 bis 2011 den FC Morecambe. 2007 führte er den Verein in die Football League Two.

## Titel und Erfolge
- FA-Cup-Sieger: 1977 (2:1 gegen den FC Liverpool)
- FA-Cup-Finalist: 1976 (0:1 gegen den FC Southampton) und 1979 (2:3 gegen den FC Arsenal)